# Stengård Kirke
Stengård Kirke ligger i Gladsaxe Kommune nord for København. Kirken er tegnet af arkitekterne Rolf Graae og Wilhelm Wohlert.